# Харьковская ТЭЦ-2

ТЭЦ-2 "Эсхар"

Харьковская ТЭЦ-2 была основана через 6 лет, после основания посёлка рабочих эсхар, в 1924 году. В 1924 году местным ТСОЗом на кооперативные деньги в Эсхаре была построена на северском Донце гидроэлектростанция Харьковская ГЭС-1 с генератором переменного тока мощностью 500 кВт и напряжением 230 Вольт для работы мельничного завода. Электричество от станции напряжением три киловольта с помощью повышающего трансформатора передавалось для питания Чугуева, Малиновки, Введенки, Новой и Старой Покровок. Во время ВОВ, поскольку по Донцу проходила линия фронта, ГЭС-1 была разрушена.
- В 1925—1930 годах в соответствии с планом ГОЭЛРО была построена Харьковская ГРЭС-2, первая в Харьковской области большая ГРЭС, работающая на угле. Закладку главного корпуса ГРЭС-2 произвёл 24 июля 1927 года Григорий Петровский.
  - Первая очередь ГРЭС мощностью 23,5 мВатт была сдана 1 мая 1930 года; 27 августа электроэнергия напряжением по линии 110 кВольт была передана в Харьков; вторая очередь мощностью 22 мВатт была пущена в 1931 году.
    - В 1977 году здесь действовали ГРЭС-2, завод железобетонных изделий и конструкций, а также овощеводческий совхоз.
      - ТЭЦ-2 28 июля 2003 года была внесена в перечень особо важных объектов электроэнергетики Украины, обеспечение охраны которых было возложено на ведомственную военизированную охрану во взаимодействии со специализированными подразделениями МВД Украины и иных центральных органов исполнительной власти. Посёлок городского типа Эсхар находится в семи км от Чугуева на правом берегу реки Северский Донец, выше по течению на расстоянии в 1 км расположено место впадения в реку Северский Донец реки Уды, в 5 км — город Чугуев, ниже по течению на расстоянии в 7 км расположено село Мохнач (Змиёвский район). Выше по течению реки Уды на расстоянии в 4 км по прямой расположено село Старая Покровка. К посёлку примыкает большой лесной массив (дуб).
      - 31 января 2024 по решению судов ТЭЦ-2 "Эсхар" вывели с концессии из ООО "ДВ Нефтегазодобывающая компания"[1]